# Sears 14 HP

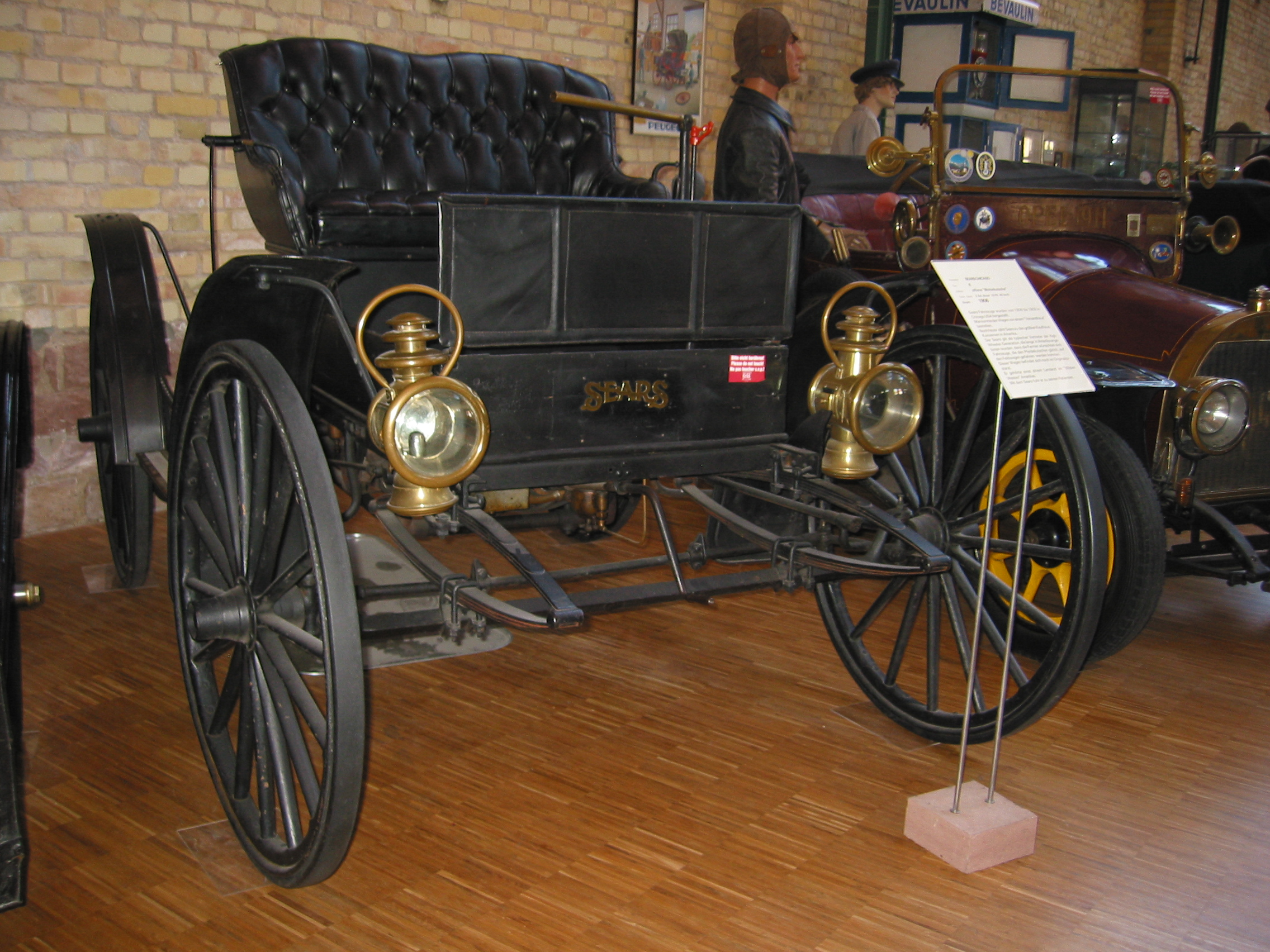
Sears 14 HP im Automuseum Dr. Carl Benz

Sears 14 HP ist ein Personenkraftwagen. Hersteller war Sears Motor Car Works aus den USA.

## Beschreibung
Das Fahrzeug erschien 1910 als Nachfolger des 10 HP. Die grundsätzliche Konstruktionsweise des Highwheelers sowie der Vertrieb über den Versandhandel wurden beibehalten.
Ein Zweizylinder-Boxermotor treibt die Fahrzeuge an. 4,125 Zoll (104,775 mm) Bohrung und 4 Zoll (101,6 mm) Hub ergeben 1752 cm³ Hubraum, Der Motor leistet 14 PS. Er ist unter der Sitzbank eingebaut. Die Motorleistung wird über ein Friktionsgetriebe und zwei Ketten an die Hinterräder übertragen.
Das Fahrgestell hat in den meisten Fällen 1829 mm Radstand. Als Leergewicht sind 454 kg angegeben.
1910 gab es die Ausführungen Model G, Model H, Model J, Model K und Model L. Es sind Runabout mit zwei Sitzen, die sich in der Ausstattung wie Kotflügel, Dach, Trittbrett und Luft- anstelle von Vollgummireifen unterscheiden. Außerdem ist ein Nutzfahrzeug überliefert.
Im Zeitraum von 1911 bis 1912 wurden zwei zusätzliche Varianten angeboten. Model M ist ein Coupé. Model P mit 2210 mm Radstand ist leicht verwandelbar von einem Tourenwagen in ein Nutzfahrzeug.
1912 endete die Produktion. Insgesamt entstanden zwischen 1908 und 1912 etwa 3500 Fahrzeuge der beiden Typen 10 HP und 14 HP. Die Lincoln Motor Car Works setzte die Produktion auf eigenen Namen fort.
Ein erhaltener Model P von 1911 aus dem Tupelo Automobile Museum wurde im April 2019 für 16.248 Euro versteigert.